# Ischenrode
 (mars 2019).
Ischenrode est un quartier de la commune allemande de Gleichen, dans l'arrondissement de Göttingen, Land de Basse-Saxe.

## Géographie
Le village se situe dans la vallée d'un affluent de la Wendebach, à la lisière sud-est de la forêt de Reinhausen.

## Histoire
La première trace écrite conservée est conservée dans un document de l'année 1168 (faux du XIIIe siècle) dans lequel Henri XII de Bavière confirme des possessions de l'abbaye de Reinhausen, dont quatre sabots à Diskenroth. Une autre mention de 1207 se trouve dans le livre de documentation du monastère de Reinhausen.
Le 1er janvier 1973, Ischenrode fusionne avec Gleichen.

## Source, notes et références
- (de) Cet article est partiellement ou en totalité issu de l’article de Wikipédia en allemand intitulé « Ischenrode » (voir la liste des auteurs).